# Prosheliomyia pallida
Prosheliomyia pallida là một loài ruồi trong họ Tachinidae.